# 威廉·马克思
威廉·马克思（德語：Wilhelm Marx，1863年1月15日—1946年8月5日) 德国律师，天主教政治家和中央党成员。两次任德国魏玛共和国总理，1925年也曾短暂担任普鲁士州总理。

## 生平
威廉·马克思出生于科隆，在波恩大学学习法理学，是K.St.V. Arminia成员。获得法律学位之后，在科隆和瓦尔德布勒尔任评估员，后又在锡门任土地登记员。1894年马克思在埃尔伯费尔德担任法官。十年后，他回到科隆和杜塞尔多夫，在天主教派的中央党担任主席（1908年）。
马克思在1891年与约翰娜·费尔科延（Johanna Verkoyen）结婚，他们有四个孩子。
1899年到1918年马克思是普鲁士州议会议员，1910年成为国会议员。第一次世界大战后，他当选为魏玛国民大会议员，1923年到1925年和1926年到1928年，马克思两次担任德国总理，他的第一个任期持续了13个月，他的第二个任期超过两年。在马克思的任期内，他设法稳定德国经济的通货膨胀，引入了一个新的货币体系，他废除了由陪审团审判与埃明格尔的改革。在1924年底结束了全国的紧急状态。马克思政府还接受了道威斯计划，在第二个任期内，德国加入了国际联盟，与苏联秘密配合来规避《凡尔赛条约》。还在1925年作为中央党总统候选人参加大选，并进入第二轮，但被保罗·冯·兴登堡击败。
1925年马克思曾短暂担任普鲁士州总理，1926年在汉斯·路德政府任司法部长。1932当选德国国会议员，在纳粹时期和二战后，他一直住在波恩，直到去世。

## 第一届内阁 (1923年11月 - 1924年5月)
- 威廉·马克思 (Z) - 总理
- 卡尔·雅雷斯 (DVP) - 副总理兼内政部长
- 古斯塔夫·施特雷泽曼 (DVP) - 外交部长
- 埃里希·埃明格 (BVP) - 司法部长
- 汉斯·路德 - 财政部长
- 爱德华·哈姆（Eduard Hamm） (DDP) - 经济部长
- 格哈德·格拉夫·冯·卡尼茨（Gerhard Graf von Kanitz） - 食品部长
- 海因里希·布劳恩斯（Heinrich Brauns） (Z) - 劳工部长
- 奥托·格斯勒（Otto Geßler） (DDP) - 国防部长
- 鲁道夫·厄泽尔（Rudolf Oeser） (DDP) - 交通部长
- 安东·赫夫勒（Anton Höfle） (Z) - 邮政和临时被占领区部长

更换
- 1924年4月15日 - 库尔特·约埃尔（英语：Curt Joël）接替埃明格任司法部长.

## 第二届内阁 (1924年6月 - 1924年12月)
- 威廉·马克思 (Z) -总理
- 卡尔·亚雷斯（德语：Karl Jarres） (DVP) - 副总理兼内政部长
- 古斯塔夫·施特雷泽曼 (DVP) - 外交部长
- 库尔特·约埃尔（英语：Curt Joël） - 司法部长
- 汉斯·路德 - 财政部长
- 爱德华·哈姆 (DDP) - 经济部长
- 格哈德·格拉夫·冯·卡尼茨 - 食品部长
- 海因里希·布劳恩斯 (Z) - 劳工部长
- 奥托·格斯勒 (DDP) - 国防部长
- 鲁道夫·欧塞尔 (DDP) - 交通部长
- 安东·赫夫勒 (Z) - 邮政和临时被占领区部长

更换
- 1924年10月11日 -  鲁道夫·克罗内（Rudolf Krohne）(DVP)接替欧塞尔任交通部长.

## 第三届内阁 (1926年5月 - 1926年12月)
- 威廉·马克思 (Z) - 总理
- 古斯塔夫·施特雷泽曼 (DVP) - 外交部长
- 威廉·库尔茨（Wilhelm Külz） (DDP) - 内政部长
- 约翰内斯·贝尔（Johannes Bell） (Z) - 司法和临时被占领区部长
- 彼得·赖因霍尔德（Peter Reinhold） (DDP) - 财政部长
- 朱利叶斯·库尔修斯（Julius Curtius） (DVP) - 经济部长
- 海因里希·哈斯林德（Heinrich Haslinde） (Z) - 食品部长
- 海因里希·布劳恩斯 (Z) - 劳工部长
- 奥托·格斯勒 (DDP) - 国防部长
- 鲁道夫·克罗内（Rudolf Krohne） (DVP) - 交通部长
- 卡尔·斯廷格尔（Karl Stingl） (BVP) - 邮政部长

## 第四届内阁 (1927年1月 - 1928年6月)
- 威廉·马克思 (Z) - 总理和临时被占领区部长
- 奥斯卡·赫格特（Oskar Hergt） (DNVP) - 副总理兼司法部长
- 古斯塔夫·施特雷泽曼 (DVP) - 外交部长
- 沃尔特·冯·科伊德尔（Walter von Keudell） (DNVP) - 内政部长
- 海因里希·科勒（Heinrich Köhler） (Z) - 财政部长
- 尤里乌斯·库尔修斯 (DVP) - 经济部长
- 马丁·席勒（Martin Schiele） (DNVP) - 食品部长
- 海因里希·布劳恩斯 (Z) - 劳工部长
- 奥托·格斯勒 - 国防部长
- 威廉·科赫（Wilhelm Koch） (DNVP) - 交通部长
- 格奥尔格·舍策尔（Georg Schätzel） (BVP) - 邮政部长

更换
- 1928年1月19日 - 威廉·格勒纳（Wilhelm Groener）接替奥托·格斯勒任国防部长.